# Iwan Fjodorowitsch Tewossjan
Iwan Fjodorowitsch Tewossjan (Alternativname: Iwan Tewadrosowitsch Tewossjan; russisch Ива́н Фёдорович Тевося́н; * 22. Dezember 1901jul. / 4. Januar 1902greg. in Schuscha, Gouvernement Elisawetpol, Russisches Kaiserreich, heute: Aserbaidschan; † 30. März 1958 in Moskau) war ein sowjetischer Politiker der Kommunistischen Partei der Sowjetunion (KPdSU), der unter anderem mehrmals Volkskommissar beziehungsweise Minister, zwischen 1949 und 1953 und erneut von 1953 bis 1956 Stellvertretender Vorsitzender des Ministerrates der UdSSR sowie zuletzt zwischen 1956 und 1958 Botschafter in Japan war. Er war außerdem von 1952 bis 1953 Kandidat des Politbüros der KPdSU.

## Leben

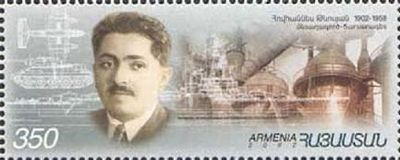
Briefmarke mit dem Bildnis von Iwan Fjodorowitsch Tewossjan (2002)

Iwan Fjodorowitsch Tewossjan, Sohn eines Schneiders, wurde 1918 Mitglied der Kommunistischen Partei Russlands (Bolschewiki) KPR (B) und 1919 in der Untergrundbewegung Sekretär des Stadtbezirkskomitees der RKP (B) von Baku. Er nahm an der Niederschlagung des Kronstädter Matrosenaufstandes (Ende Februar bis zum 18. März 1921) und zugleich als Delegierter am X. Parteitag (8. bis 16. März 1921) teil. Er absolvierte ein Studium an der Fakultät für Metallurgie der Moskauer Bergbau und schloss im Studentenheim mit Alexander Alexandrowitsch Fadejew und Wassili Semjonowitsch Jemeljanow eine Freundschaft fürs ganze Leben. Nach Abschluss seines Studiums nahm er 1927 eine Tätigkeit als Ingenieur sowie 1930 als Chefingenieur im „Elektrostal“-Werk in der Oblast Moskau auf. Er wurde auf dem XVI. Parteitag (25/26. Juni bis 13. Juli 1930) Mitglied der Zentralen Kontrollkommission (ZPK) der KPR (B) und gehörte diesem Gremium bis zum XVII. Parteitag der WKP (B) (26. Januar bis 10. Februar 1934) an. Nachdem er zwischen August 1931 und 1936 Abteilungsleiter des „Spetsstal“-Werkes für hochwertige Stahl- und Ferrolegierungen war, wechselte er ins Volkskommissariat für Verteidigungsindustrie und war dort zunächst Leiter der 7. Rüstungshauptabteilung, danach Stellvertretender Volkskommissar und schließlich von 1937 und 1939 Erster Stellvertretender Volkskommissar. Er war darüber hinaus zwischen 1938 und seinem Tode 1958 Deputierter des Obersten Sowjets der UdSSR. Auf dem XVIII. Parteitag (10. bis 21. März 1939) wurde er erstmals Mitglied des Zentralkomitees (ZK) der KPR (B), dem er bis zu seinem Tode am 30. März 1958 angehörte. Während des Deutsch-Sowjetischen Krieges (22. Juni 1941 bis 8. Mai 1945) leitete er die Evakuierung von Industriebetrieben in den Osten des Landes und den Aufbau der Produktion von hochwertigem Metall für das Militär. 
Am 11. Januar 1939 übernahm Tewossjan das neu geschaffene Amt als Volkskommissar der Schiffbauindustrie der UdSSR und bekleidete dieses Amt bis zu seiner Ablösung durch Iwan Issidorowitsch Nossenko am 17. Mai 1940 an. Er wurde daraufhin am 17. Mai 1940 Volkskommissar für Eisenmetallurgie. Mit Gesetz vom 15. März 1946 wurden die Volkskommissariate in Ministerien umgewandelt, der Rat der Volkskommissare der Sowjetunion in den Ministerrat der UdSSR, so dass er nunmehr Minister für Eisenmetallurgie wurde und dieses Amt bis zur Abschaffung am 29. Juli 1948 innehatte. Daraufhin übernahm er am 29. Juli 1948 das reorganisierte und umbenannte Amt als Minister für metallurgische Industrie und übte dieses bis zum 13. Juni 1949 aus. Während dieser Zeit war er seit 1947 einer der Verantwortlichen für die Uranproduktion bei der Umsetzung des Atomprojekts des Kurtschatow-Instituts.
Iwan Tewossjan fungierte zwischen dem 13. Juni 1949 und dem 15. März 1953 als Stellvertretender Vorsitzender des Ministerrats der UdSSR sowie zugleich vom 28. Dezember 1950 bis zum 15. März 1953 in Personalunion als Minister für Eisenmetallurgie. Auf dem XIX. Parteitag der KPdSU (5. bis 14. Oktober 1952) wurde er zum Kandidaten des Politbüros der KPdSU gewählt und gehört diesem Führungsgremium der Partei bis zum 5. März 1953 an. Er war zwischen dem 15. März 1953 und dem 8. Februar 1954 wieder Minister für metallurgische Industrie und ferner vom 7. Dezember 1953 bis zum 28. Dezember 1956 abermals Stellvertretender Vorsitzender des Ministerrats. Zuletzt übernahm er am 30. Dezember 1956 von Jakow Alexandrowitsch Malik den Posten als außerordentlicher und bevollmächtigter Botschafter in Japan und verblieb auf diesem diplomatischen Posten bis zu seinem Tode am 30. März 1958, woraufhin Nikolai Trofimowitsch Fedorenko seine Nachfolge antrat. Für seine Verdienst wurde er 1943 Held der sozialistischen Arbeit und erhielt fünf Mal den Leninorden, drei Mal den Orden des Roten Banners der Arbeit sowie die Medaille „Für heldenmütige Arbeit“. Ferner wurde für ihn 1975 ein Denkmal in Elektrostal errichtet sowie Straßen in den Städten Jerewan, Magnitogorsk, Kamensk-Uralski, Elektrostal und anderen benannt. Nach seinem Tode wurde er in einem Urnengrab der Nekropole an der Kremlmauer am Roten Platz beigesetzt.
Iwan Fjodorowitsch Tewossjan gilt als Vorbild für den Protagonisten ‚Alexander Leontjewitsch Onissimow‘ in dem Roman „Die Ernennung“ von Alexander Alfredowitsch Bek. Beks 1965 erschienener Schlüsselroman handelt von dem Walzwerkingenieur Onissimow (Tewossjan), dem in der Stalinzeit eine leitende Funktion in der sowjetischen Metallindustrie übertragen wird. Trotz einer anfänglichen Ankündigung in Nowy Mir erschien der Roman in der Sowjetunion erst 1986 – hauptsächlich wegen der Proteste der 1982 verstorbenem Witwe Tewossjans. Tatsächlich erschien Die Ernennung zuerst 1972 in der BRD, und zwar in der Frankfurter Allgemeinen Zeitung und beim S. Fischer Verlag.